# Insider - Dietro la verità
Insider - Dietro la verità (The Insider) è un film del 1999 co-scritto, diretto e co-prodotto da Michael Mann.
La pellicola ha come protagonisti Al Pacino e Russell Crowe. Il film è interpretato anche da Christopher Plummer, Diane Venora, Philip Baker Hall, Lindsay Crouse e Debi Mazar.
Ha ottenuto sette candidature agli Oscar 2000, non vincendo però alcuna statuetta. Il film è stato inserito dalla National Board of Review nella lista dei migliori dieci film dell'anno.

## Trama
Jeffrey Wigand è un padre di famiglia, dirigente presso una delle principali aziende di tabacco statunitensi. Quando viene licenziato e la sua situazione economica si fa difficile, decide di testimoniare contro i suoi ex datori di lavoro, colpevoli di mentire sulla composizione chimica delle sigarette in commercio. Lowell Bergman è un cronista d'assalto che prepara servizi per il famoso programma 60 Minutes della CBS. Idealista convinto, una volta che entra in contatto con Wigand e scopre le sue intenzioni, cerca di convincerlo a concedergli un'intervista.
Andare contro le multinazionali del tabacco si rivelerà tuttavia un vero calvario: fra trappole giudiziarie, minacce e ingiustizie, l'impresa fa infatti di tutto per screditare l'immagine del testimone e rendergli la vita impossibile. Bergman e Wigand, nonostante tutti gli ostacoli tanto nella loro denuncia quanto nella vita privata del supertestimone, non si scoraggeranno e lotteranno fino alla fine, riuscendo a trasmettere l'intervista chiave che tempo prima era stata registrata presso gli studi televisivi e mai mandata in onda, se non in versione ridotta e rivista, per paura di ripercussioni legali.

## Produzione
La pellicola è tratta da un articolo apparso su Vanity Fair intitolato L'uomo che sapeva troppo. L'articolo racconta la vera storia di Jeffrey Wigand, l'uomo che aveva rifiutato l'amore per la famiglia per salvare il mondo intero dalla dipendenza delle sigarette.

### Riprese
Il vero Jeffrey Wigand ha fatto due richieste agli autori del film: che i nomi delle sue due figlie venissero cambiati e che nel film non comparissero sigarette. Quest'ultima richiesta non è stata rispettata in quattro occasioni: si vedono infatti fumare uno dei soldati islamici, una donna nell'aeroporto, un uomo nella sala della deposizione e durante il montaggio dell'intervista di Wigand viene inserito l'impacchettamento delle sigarette.

## Accoglienza

### Incassi
A fronte di un budget di 90 milioni di dollari, la pellicola ne ha incassati circa 29,1 milioni in Nord America e 31,2 milioni nel resto del mondo, per un totale di 60289912 $.

### Critica
Il film è stato accolto positivamente dalla critica. Sull'aggregatore di recensioni Rotten Tomatoes ha un indice di gradimento del 96% basato su 138 recensioni, con un voto medio di 8,1 su 10. Su Metacritic ottiene un punteggio di 85 su 100 basato su 34 recensioni.

## Riconoscimenti
- 2000 - Premio Oscar
  - Candidatura al miglior film a Michael Mann e Pieter Jan Brugge
  - Candidatura alla miglior regia a Michael Mann
  - Candidatura al miglior attore protagonista a Russell Crowe
  - Candidatura alla miglior sceneggiatura non originale a Eric Roth e Michael Mann
  - Candidatura alla miglior fotografia a Dante Spinotti
  - Candidatura al miglior montaggio a William Goldenberg, Paul Rubell e David Rosenbloom
  - Candidatura al miglior sonoro a Andy Nelson, Doug Hemphill e Lee Orloff
- 2000 - Golden Globe
  - Candidatura per il miglior film drammatico
  - Candidatura per la migliore regia a Michael Mann
  - Candidatura per il miglior attore in un film drammatico a Russell Crowe
  - Candidatura per la migliore sceneggiatura a Eric Roth e Michael Mann
  - Candidatura per la miglior colonna sonora a Lisa Gerrard e Pieter Bourke
- 2000 - Premio BAFTA
  - Candidatura per il miglior attore protagonista a Russell Crowe
- 1999 - Awards Circuit Community Award
  - Candidatura per il miglior attore protagonista a Russell Crowe
- 1999 - Boston Society of Film Critics Award
  - Miglior attore non protagonista a Christopher Plummer
  - Candidatura per il miglior attore protagonista a Russell Crowe
- 1999 - Chicago Film Critics Association Award
  - Candidatura per il miglior film
  - Candidatura per il miglior attore protagonista a Russell Crowe
  - Candidatura per il miglior attore non protagonista a Christopher Plummer
- 1999 - Critics' Choice Movie Award
  - Miglior attore protagonista a Russell Crowe
  - Candidatura per il miglior film
- 1999 - Los Angeles Film Critics Association Award
  - Miglior film
  - Miglior attore protagonista a Russell Crowe
  - Miglior attore non protagonista a Christopher Plummer
  - Migliore fotografia a Dante Spinotti
  - Candidatura per la migliore regia a Michael Mann
- 1999 - National Board of Review Award
  - Migliori dieci film
  - Miglior attore protagonista a Russell Crowe
- 1999 - New York Film Critics Circle Award
  - Candidatura per il miglior attore protagonista a Russell Crowe
  - Candidatura per il miglior attore non protagonista a Christopher Plummer
- 1999 - San Diego Film Critics Society Award
  - Candidatura per il miglior attore protagonista a Russell Crowe
  - Candidatura per il miglior attore non protagonista a Christopher Plummer
  - Premio per la libertà di espressione a Michael Mann
- 1999 - Satellite Award
  - Miglior film drammatico
  - Migliore regia a Michael Mann
  - Candidatura per il miglior attore in un film drammatico a Russell Crowe
  - Candidatura per il miglior attore in un film drammatico a Al Pacino
  - Candidatura per la miglior attore non protagonista in un film drammatico a Christopher Plummer
  - Candidatura per il miglior montaggio a William Goldenberg, Paul Rubell e David Rosenbloom
- 2000 - ASC Award
  - Candidatura per la miglior fotografia a Dante Spinotti
- 2000 - Dallas-Fort Worth Film Critics Association Award
  - Candidatura per il miglior film
- 2000 - DGA Award
  - Candidatura per la miglior regia a Michael Mann
- 2000 - Eddie Award
  - Candidatura per il miglior montaggio in un film drammatico a William Goldenberg, Paul Rubell e David Rosenbloom
- 2000 - Golden Reel Award
  - Candidatura per il miglior montaggio sonoro (Dialoghi e ADR)
  - Candidatura per il miglior montaggio sonoro (Colonna sonora)
- 2000 - Humanitas Prize
  - Miglior film a Eric Roth e Michael Mann
- 2000 - Las Vegas Film Critics Society Award
  - Candidatura per il miglior attore protagonista a Russell Crowe
  - Candidatura per il miglior attore non protagonista a Christopher Plummer
  - Candidatura per la miglior sceneggiatura non originale a Michael Mann e Eric Roth
- 2000 - Nastro d'argento
  - Migliore fotografia a Dante Spinotti
- 2000 - National Society of Film Critics Award
  - Miglior attore protagonista a Russell Crowe
  - Miglior attore non protagonista a Christopher Plummer
- 2000 - Online Film Critics Society Award
  - Migliori dieci film
  - Candidatura per il miglior film
  - Candidatura per la miglior regia a Michael Mann
  - Candidatura per il miglior attore protagonista a Russell Crowe
  - Candidatura per il miglior attore non protagonista a Christopher Plummer
  - Candidatura per il miglior sceneggiatura non originale a Eric Roth e Michael Mann
- 2000 - Online Film & Television Association Award
  - Candidatura per il miglior film a Pieter Jan Brugge e Michael Mann
  - Candidatura per la miglior regia a Michael Mann
  - Candidatura per il miglior attore protagonista a Russell Crowe
  - Candidatura per il miglior attore non protagonista a Christopher Plummer
  - Candidatura per il miglior casting a Bonnie Timmermann
  - Candidatura per la miglior sceneggiatura non originale a Eric Roth e Michael Mann
- 2000 - PGA Award
  - Candidatura per la miglior produzione a Michael Mann e Pieter Jan Brugge
- 2000 - Political Film Society Award
  - Premio per la democrazia
  - Candidatura al premio per l'esposizione
- 2000 - Prism Award
  - Miglior film
- 2000 - Santa Fe Film Critics Circle Award
  - Miglior film inglese
  - Miglior regia a Michael Mann
  - Miglior attore protagonista a Russell Crowe
- 2000 - Screen Actors Guild Award
  - Candidatura per la miglior attore protagonista a Russell Crowe
- 2000 - Southeastern Film Critics Association Award
  - Candidatura per il miglior film
  - Candidatura per il miglior attore protagonista a Russell Crowe
- 2000 - WGA Award
  - Paul Selvin Honorary Award a Eric Roth e Michael Mann
  - Candidatura per la miglior sceneggiatura non originale a Eric Roth e Michael Mann
- 2001 - Premio Bodil
  - Candidatura per il miglior film statunitense a Michael Mann
- 2001 - Empire Award
  - Candidatura per la miglior regia a Michael Mann
- 2001 - London Critics Circle Film Award
  - Attore dell'anno a Russell Crowe
- 2001 - Premio Robert
  - Candidatura per il miglior film statunitense a Michael Mann